# Silnice II/105
Silnice II/105 je česká silnice II. třídy vedoucí z pražské aglomerace jižním směrem až k Českým Budějovicím. Je dlouhá 128 km a je regionálně významná. Nejfrekventovanější je na trase České Budějovice – Týn nad Vltavou a v blízkosti Prahy. Vede mimo jiné kolem jaderné elektrárny Temelín.

## Vedení silnice

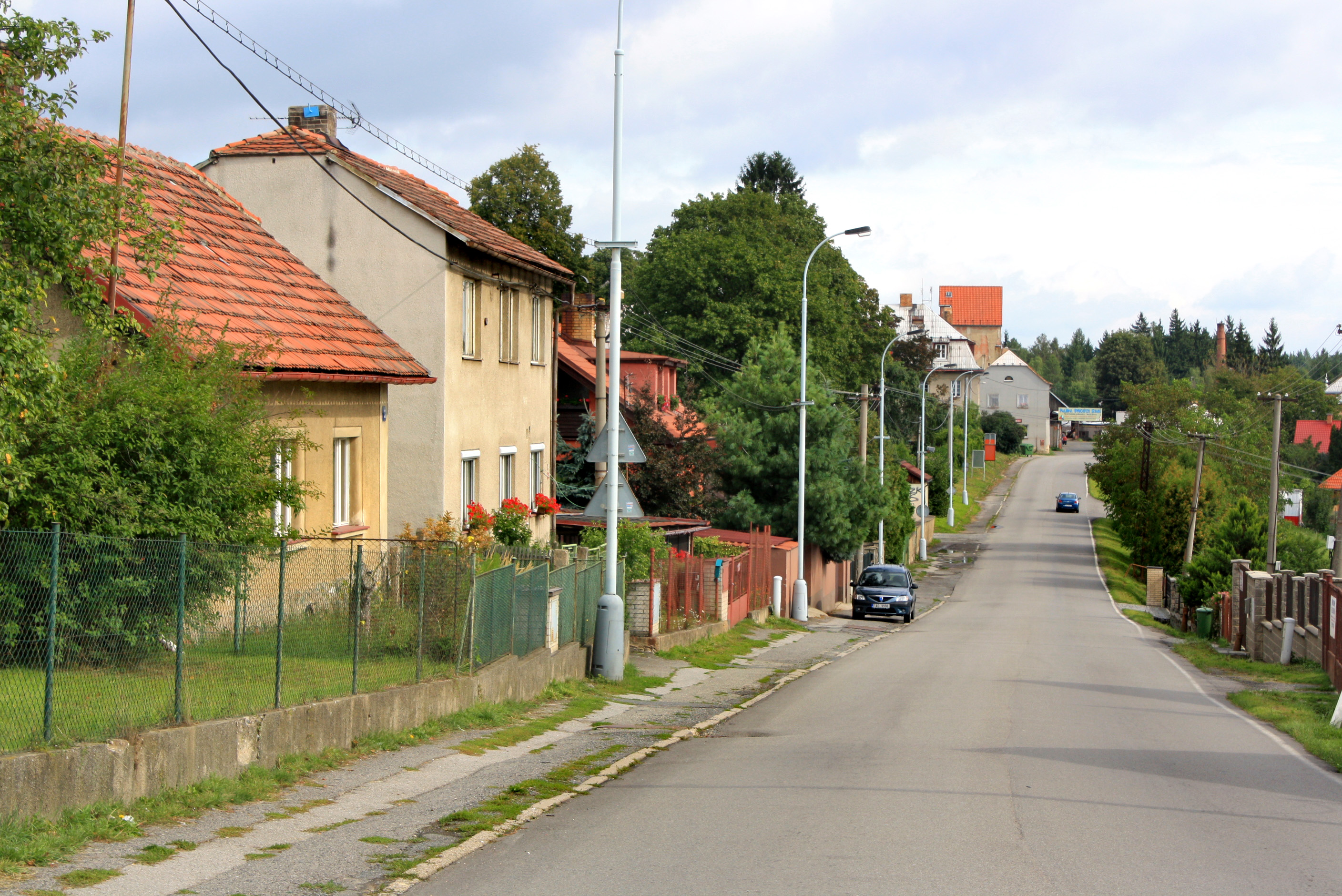
Silnice v Radlíku, části Jílového u Prahy

### Středočeský kraj
- nájezd Jesenice (D0, E50, II/603)
- Psáry a Dolní Jirčany
- Jílové u Prahy (II/104)
- Kamenný Přívoz (II/106)
- Neveklov (II/114)
- Křečovice
- Sedlčany (I/18, II/119)
- odbočka Sedlec-Prčice (II/120)
- Vysoký Chlumec
- Petrovice (II/118)

### Jihočeský kraj
- Milevsko (I/19, II/102, II/121)
- Bernartice (I/29)
- Týn nad Vltavou (II/141, II/147, II/159, začátek peáže II/122)
- odbočka Dříteň (konec peáže II/122)
- Hluboká nad Vltavou
- nájezd na I/20, E49 (České Budějovice)